# Сионистский форум
Сионистский форум — крупнейшая общественная организация в Израиле, объединяющая движения русскоязычных репатриантов.
Создан 1 мая 1988 по инициативе русскоязычных репатриантов (Йосеф Менделевич, Шмуэль Азарх, Юрий Штерн, Владимир Глозман и Женя Финкельберг), форум возглавил Натан Щаранский. Форум объединил под своей крышей практически все существовавшие на тот момент русскоязычные организации, кроме «Объединения репатриантов — выходцев из СССР». Со временем объединение раскололось, и часть его членов также перешла под крышу Форума, хотя другая часть присоединиться отказалась.
В середине 1990-х Щаранский возглавляет политическое движение Исраэль ба-алия и выходит из Форума. Председателем становится известный правозащитник Иосиф Менделевич. Затем, в 2001 году лидером был избран депутат Кнессета Михаил Нудельман. Под его руководством деятельность этой влиятельной организации практически пришла в упадок. На съезде IV созыва 3 декабря 2003 было принято решение об объединении СФ с одной из крупнейших организаций репатриантов — «Всеизраильским объединением репатриантов, выходцев из СССР/СНГ».
28 декабря 2003 в Тель-Авиве состоялся организационный съезд Федерации русскоязычных израильтян (репатриантов), объединивший две крупнейшие общественные организации «русской улицы» — «Всеизраильское объединение репатриантов» и Сионистский Форум. Первым председателем Всеизраильской Федерации русскоязычных израильтян была избрана Софа Ландвер.
В настоящее время, Всеизраильская Федерация русскоязычных израильтян является ведущей организацией выходцев из стран СНГ и бывшего Советского Союза. ВФРИ представлена отделениями в 32-х городах страны.

## Руководство
- Натан Щаранский — ныне Глава Еврейского Агентства СОХНУТ.

## Финансирование
Еврейское агентство (Сохнут)

## Реализованные программы
- Спорт против наркотиков
- Культурные проекты
- Информационные центры для новых репатриантов
- Юридическая и психологическая помощь
- Проект «Ширутром» по сбору средств для солдат ЦАХАЛа

## Молодёжный клуб
- «Мигдаль-Ор»

## Русская библиотека
Библиотека Сионистского форума в Иерусалиме насчитывает более 200 тысяч единиц хранения. Значительную часть архива составляют личные фонды видных деятелей еврейской культуры и литературы (Я.Мазе, Н.Ойслендера, Э.Фининберга, М.Хащеватского, Х.Добрушина и др.). Особый интерес представляет коллекция редких и оригинальных материалов по истории еврейских театров в СССР с начала 20-х годов (личные фонды режиссёров и актёров, программы спектаклей, мемуарные записи, документальные свидетельства).